# 베일을 쓴 소녀
《베일을 쓴 소녀》(La Religieuse)는 2013년 공개된 영화이다. 드니 디드로의 소설 《수녀》를 원작으로 한다.
이 영화는 제63회 베를린 국제 영화제 경쟁 부문에서 초연됐다.

## 줄거리
1760년대 프랑스를 배경으로, 수잔 시모닌이라는 어린 소녀가 부모에 의해 강제로 수녀가 된다. 사생아라는 이유로 어머니의 죄를 속죄해야 한다는 것을 알게 된 수잔은 처음에는 친절한 수녀원장 밑에서 지내지만, 원장이 죽고 다른 원장이 부임하면서 수녀 서약을 파기하는 것을 고려하게 된다. 그녀는 학대와 육체적 고통 속에서 비인간적인 대우를 받으며 절망과 정신적 고통에 시달린다. 그러던 중 한 친구가 수잔에게 희망을 주고, 그녀는 영원히 수녀로 남지 않아도 될지도 모른다는 생각에 희망을 갖게 되며 고통에서 벗어난다.

## 배역
- 폴린 에티엔
- 프랑수아즈 르브륀
- 이자벨 위페르
- 루이즈 부르갱
- 프랑수아 네그레
- 질 코엔
- 루 카스텔
- 마르크 바르베
- 마르티나 게데크
- 파브리치오 론조네
- 피에르 니스